# FC Lomé 1
Der FC Lomé 1 (Dema Club Lomé) ist ein togoischer Fußballverein aus Lomé.
Der Verein konnte Mitte der 1970er Jahre dreimal in Folge den Championnat National gewinnen und sich für die afrikanischen Wettbewerbe qualifizieren. Gleich bei der ersten Teilnahme am Champions Cup 1975 drang er bis ins Halbfinale vor, verlor dort aber knapp gegen den Hafia FC. Was aus dem Verein wurde, ob er aufgelöst worden ist oder in den regionalen Spielklasse spielt, ist bisher nicht überliefert.

## Erfolge
- Meister Championnat National: 1974, 1975, 1976

## Statistik in den CAF-Wettbewerben
| Wettbewerb                          | Runde         | Gegner       | Hinspiel | Rückspiel          |  |
| ----------------------------------- | ------------- | ------------ | -------- | ------------------ |  |
|                                     |               |              |          |                    |  |
| African Cup of Champions Clubs 1975 | 1. Runde      | Bame FC      | 1:0 (A)  | 3:1 (H)            |  |
|                                     | 2. Runde      | Djoliba AC   | 1:1 (A)  | 3:2 (H)            |  |
|                                     | Viertelfinale | ASEC Abidjan | 0:1 (A)  | 3:1 (H)            |  |
|                                     | Halbfinale    | Hafia FC     | 1:3 (A)  | 1:1 (H)            |  |
| African Cup of Champions Clubs 1976 | 2. Runde      | ASC Diaraf   | 1:1 (H)  | 0:1 (A)            |  |
| African Cup of Champions Clubs 1977 | 1. Runde      | TP Mazembe   | 1:1 (A)  | 3:0 (H)            |  |
|                                     | 2. Runde      | Union Douala | 1:1 (A)  | 1:1 (H) / Pen: 4:3 |  |
|                                     | Viertelfinale | Djoliba AC   | 0:2 (A)  | 1:0 (H)            |  |
|                                     | Halbfinale    | Hafia FC     | 2:1 (H)  | 0:2 (A)            |  |

- 1976: Der Verein hatte in der ersten Runde ein Freilos erhalten.
- 1977: Alle Vereine aus Mali wurden nach Attacken auf die Schiedsrichter und der Security im Spiel Mali vs. Elfenbeinküsten in der CAF Qualifikation disqualifiziert. Dadurch zog der Verein trotz Niederlage gegen Djoliba AC ins Halbfinale ein und unterlage dort aber den Hafia FC.